# Gadoleinsäure
Die Gadoleinsäure oder (9Z)-Eicosensäure ist eine einfach ungesättigte Fettsäure, die aus einer linearen Kette von 20 Kohlenstoffatomen mit einer cis-Doppelbindung besteht. Die Doppelbindung liegt am neunten Kohlenstoffatom vom Delta-Ende aus gesehen, weshalb sie zu den Omega-11-Fettsäuren gehört und mit dem Lipidnamen 20:1(ω−11) bezeichnet wird. Die Monoensäure ist ein Isomer der Gondosäure, (11Z)-Eicosensäure.

## Vorkommen
Die Gadoleinsäure kommt als natürliche Fettsäure und als Bestandteil der entsprechenden Triglyceride in verschiedenen Pflanzenölen vor, allerdings meist nur in geringen Mengen. Sie kommt in Kohl-Arten (Brassica) vor z. B. im Raps- und Brokkolisamenöl sowie im Senföl, auch in Fischölen kommt sie vor.